# Рогов, Алексей Петрович
Рогов Алексей Петрович (5 октября 1915 — 13 сентября 1975) — участник Великой Отечественной войны, наводчик 120-мм миномёта, командир миномётного расчета 340-го стрелкового полка, старшина. Один из 29 полных кавалеров, награждённых четырьмя орденами Славы (двумя орденами Славы 3-й степени).

## Биография
Родился 5 октября 1915 года в деревне Дорогуша в крестьянской семье. Русский по национальности. Окончил 4 класса. Работал счетоводом в райпотребсоюзе, затем на заводе «Севкабель».
В Красной армии с 1936 по 1938 годы, в 1939—1940 годах и с 1941 года. На фронте в Великую Отечественную войну с августа 1941 года. Член ВКП(б)/КПСС с 1943 года.
Наводчик 120-мм миномёта 340-го стрелкового полка (46-я стрелковая дивизия, 21-я армия, Ленинградский фронт) сержант Алексей Рогов 14-15 июня 1944 года при прорыве обороны противника у населённого пункта Лаутаранта (Ленинградская область) метким огнём разбил вражеский дзот, пять пулемётных гнезд, подавил четыре огневые точки и минометную батарею. За мужество и отвагу, проявленные в боях, 29 июня 1944 года сержант Рогов Алексей Петрович награждён орденом Славы 3-й степени.
Во время боя 17 сентября 1944 года за населённый пункт Токарево, расположенный в 30-и километрах северо-восточнее города Остров Псковской области старший сержант Алексей Рогов, действуя в составе 340-го стрелкового полка (67-я армия, Ленинградский фронт), уничтожил со своим расчётом три пулемётные точки, два орудия и около десяти вражеских солдат, подавил две 75-мм пушки и рассеял до взвода пехоты. За мужество и отвагу, проявленные в боях, 2 октября 1944 года старший сержант Рогов Алексей Петрович награждён орденом Славы 2-й степени.
Командир миномётного расчета 340-го стрелкового полка (2-я ударная армия, 2-й Белорусский фронт) старший сержант Алексей Рогов при прорыве обороны противника севернее польского города Пултуск 20 января 1945 года метким огнём из миномёта вывел из строя орудие, четыре огневые точки, два наблюдательных пункта, большое количество гитлеровцев. При отражении контратак противника старший сержант Рогов подавил три огневые точки, миномётную батарею, поджёг автомашину с боеприпасами.
Указом Президиума Верховного Совета СССР от 24 марта 1945 года за образцовое выполнение заданий командования в боях с немецко-фашистскими захватчиками старший сержант Рогов Алексей Петрович награждён орденом Славы 1-й степени, став полным кавалером ордена Славы.
25 июня 1945 года старшина Рогов Алексей Петрович участвовал в историческом Параде Победы на Красной площади в Москве. Демобилизован в 1945 году.
Жил в городе Ленинграде. До ухода на заслуженный отдых работал на Ленинградском заводе имени Менделеева. Скончался 10 сентября 1975 года.

## Награды
- Орден Славы 1-й степени (№ 352)
- Орден Славы 2-й степени (№ 7803)
- Два ордена Славы 3-й степени (№ 47106 и № ?)
- Медали